# Kirsten Wild
Kirsten Wild   (Almelo, 15 d'octubre de 1982) és una ciclista neerlandesa que competeix en ruta i en pistaprofessional des del 2004 fins al 2021.
En la disciplina de pista va guanyar 17 medalles i en ruta va tindre moltes victòries degut a ser sprinter. Va participar en tres Jocs Olímpics d'estiu.

## Palmarès en ruta
- 2006
  - 1a a la Ster Zeeuwsche Eilanden i vencedora de 2 etapes
- 2007
  - 1a a la Volta a Polònia i vencedora de 3 etapes
  - Vencedora d'una etapa al Holland Ladies Tour
- 2008
  - 1a a l'Omloop Het Nieuwsblad
  - 1a a la Kasseien Omloop Exloo
  - 1a a l'Omloop van Borsele
  - Vencedora d'una etapa a la Ster Zeeuwsche Eilanden
- 2009
  - 1a a l'Omloop van Borsele
  - 1a al Ladies Tour of Qatar
  - 1a al Gran Premi Stad Roeselare
  - 1a al Tour del Gran Mont-real i vencedora de 3 etapes
  - 1a a l'Open de Suède Vårgårda TTT
  - 1a a la Volta a Nuremberg
  - Vencedora de 2 etapes al Giro d'Itàlia
  - Vencedora de 3 etapes al Holland Ladies Tour
- 2010
  - 1a a la Ster Zeeuwsche Eilanden i vencedora de 2 etapes
  - 1a a l'Omloop van Borsele
  - 1a al Ladies Tour of Qatar i vencedora d'una etapa
  - 1a al Gran Premi de Dottignies
  - 1a a la Ronde van Gelderland
  - 1a al Gran Premi Stad Roeselare
  - 1a a l'Open de Suède Vårgårda
  - 1a a l'Open de Suède Vårgårda TTT
  - 1a a l'Omloop van de IJsseldelta
  - Vencedora d'una etapa al Tour of Chongming Island
  - Vencedora de 2 etapes al Holland Ladies Tour
  - Vencedora d'una etapa al Giro de Toscana-Memorial Michela Fanini
- 2011
  - 1a a l'Omloop van Borsele
  - 1a a la Parel van de Veluwe
- 2012
  - 1a a la Ster Zeeuwsche Eilanden i vencedora d'una etapa
  - Vencedora de 2 etapes al Ladies Tour of Qatar
  - Vencedora d'una etapa a l'Energiewacht Tour
  - Vencedora d'una etapa al Tour de Feminin-O cenu Českého Švýcarska
  - Vencedora de 2 etapes al Lotto-Decca Tour
  - Vencedora d'una etapa al BrainWash Ladies Tour
- 2013
  - 1a al Ladies Tour of Qatar i vencedora de 3 etapes
  - 1a a la Ronde van Gelderland
  - 1a a la Gant-Wevelgem
  - 1a al Gran Premi Stad Waregem
  - Vencedora de 4 etapes a l'Energiewacht Tour
  - Vencedora d'una etapa al Giro d'Itàlia
  - Vencedora de 2 etapes al Lotto Belisol Belgium Tour
  - Vencedora de 2 etapes al Boels Ladies Tour
- 2014
  - 1a a la Novilon Euregio Cup
  - 1a al Ladies Tour of Qatar i vencedora de 3 etapes
  - 1a a la Ronde van Gelderland
  - 1a al Tour of Chongming Island i vencedora de 2 etapes
  - 1a al Tour of Chongming Island World Cup
  - Vencedora de 2 etapes a l'Energiewacht Tour
  - Vencedora de 2 etapes a la Ruta de França
- 2015
  - 1a a la Novilon Euregio Cup
  - 1a a la Ronde van Gelderland
  - 1a a l'Omloop van Borsele
  - 1a al Tour of Chongming Island i vencedora de 2 etapes
  - 1a a l'Omloop van de IJsseldelta
  - 1a al Gran Premi de Gatineau
  - Vencedora d'una etapa a l'Energiewacht Tour
  - Vencedora d'una etapa al Tour de Bretanya
- 2016
  - 1a al Tour de Yorkshire
  - 1a a la RideLondon-Classique
  - Vencedora d'una etapa al Ladies Tour of Qatar
  - Vencedora de 2 etapes a l'Energiewacht Tour
  - Vencedora d'una etapa a la Volta a Califòrnia
- 2017
  - Vencedora de 2 etapes al Santos Women's Tour
  - Vencedora d'una etapa al Tour de Chongming Island
  - Vencedora d'una etapa al Boels Ladies Tour
- 2018
  - 1r a la RideLondon-Classique
  - Vencedora d'una etapa al Healthy Ageing Tour
  - Vencedora d'una etapa al Tour de Chongming Island
  - Vencedora d'una etapa al Tour de Yorkshire
  - Vencedora d'una etapa al Giro d'Itàlia

## Palmarès en pista
- 2008
  -  Campiona dels Països Baixos en Scratch
- 2009
  -  Campiona dels Països Baixos en Persecució
  -  Campiona dels Països Baixos en Madison (amb Vera Koedooder)
- 2010
  -  Campiona dels Països Baixos en Puntuació
- 2011
  -  Campiona dels Països Baixos en Puntuació
  -  Campiona dels Països Baixos en Scratch
  -  Campiona dels Països Baixos en Madison (amb Ellen van Dijk)
- 2012
  -  Campiona dels Països Baixos en Persecució
  -  Campiona dels Països Baixos en Scratch
  -  Campiona dels Països Baixos en Òmnium
- 2013
  -  Campiona d'Europa en Puntuació
  -  Campiona dels Països Baixos en Persecució
  -  Campiona dels Països Baixos en Scratch
  -  Campiona dels Països Baixos en Puntuació
  -  Campiona dels Països Baixos en Òmnium
- 2014
  -  Campiona dels Països Baixos en Persecució
  -  Campiona dels Països Baixos en Puntuació
  -  Campiona dels Països Baixos en Òmnium
- 2015
  -  Campiona del Món en Scratch
  -  Campiona dels Països Baixos en Madison (amb Nina Kessler)
- 2016
  -  Campiona d'Europa en Cursa per eliminació
  -  Campiona d'Europa en Puntuació
  -  Campiona dels Països Baixos en Persecució
  -  Campiona dels Països Baixos en Scratch
  -  Campiona dels Països Baixos en Puntuació
  -  Campiona dels Països Baixos en Madison (amb Nina Kessler)
- 2017
  -  Campiona d'Europa en Cursa per eliminació
  -  Campiona dels Països Baixos en Scratch
  -  Campiona dels Països Baixos en Òmnium
  -  Campiona dels Països Baixos en cursa americana
- 2018
  -  Campiona del Món en Scratch
  -  Campiona del Món en puntuació
  -  Campiona del Món en Òmnium
  -  Campiona d'Europa en Scratch
  -  Campiona d'Europa en Òmnium
  -  Campiona dels Països Baixos en Puntuació
  -  Campiona dels Països Baixos en cursa americana
- 2019
  -  Campiona del Món en Òmnium
  -  Campiona del Món en cursa americana
  -  Campiona d'Europa en Òmnium
  -  Campiona d'Europa en cursa per eliminació
  -  Campiona dels Països Baixos en Scratch
  -  Campiona dels Països Baixos en Òmnium
  -  Campiona dels Països Baixos en cursa americana
- 2020
  -  Campiona del Món en cursa americana
  -  Campiona del Món en Scratch
- 2021
  -  Campiona del Món en cursa americana

### Resultats a laCopa del Món
- 2011-2012
  - 1r a Astanà, en Persecució per equips
- 2014-2015
  - 1a a la Classificació general i a la prova de Cali, en Òmnium
- 2015-2016
  - 1a a la Classificació general, en Òmnium
- 2016-2017
  - 1r a Apeldoorn, en Òmnium
- 2017-2018
  - 1a a Pruszków, en Òmnium